# Лакокраска
ОАО «Лакокраска» (бел. ААТ «Лакафарба») — белорусское предприятие по производству лакокрасочных изделий, расположенное в городе Лида Гродненской области.

## История
Предшественником завода стала фабрика химкультпродуктов, существовавшая в Лиде с 1958 года. В 1959 году она была преобразована в Лидскую фабрику лакокрасочных изделий. Строительство крупного завода по проекту Государственного научно-исследовательского и проектного института лакокрасочной промышленности (ГИПИ ЛКП) началось в 1963 году, первая очередь завода была введена в эксплуатацию 1 июня 1965 года (она считается датой основания завода). В 1966 году были введены в эксплуатацию два новых цеха — поливинилацетатной эмульсии и алкидных смол. До декабря 1965 года Лидский лакокрасочный завод подчинялся Управлению химической промышленности Совета народного хозяйства БССР, после его упразднения перешёл в подчинение Совета Министров БССР. В 1970 году завод вошёл в состав Всесоюзного хозрасчётного объединения промышленности лаков и красок «Союзкраска» Министерства химической промышленности СССР. В 1970 году был введён в эксплуатацию цех эмалей, в 1971 году — цех лаков на конденсационных смолах, в 1972 году — опытно-промышленная установка по производству лаков, в 1973 году — цех лаков и эмалей на полимеризационных смолах. В 1976 году был введён в эксплуатацию цех по производству фталевого ангидрида, который был построен совместно с Польской Народной Республикой. 18 ноября 1983 года завод был преобразован в Лидское производственное объединение «Лакокраска» Всесоюзного объединения «Союзкраска», в которое вошёл также Минский лакокрасочный завод (по другим данным, создание ПО произошло в 1984 году). В 1986 году были построены комплексы физико-механической и биологической очистки сточных вод. В 1991 году завод перешёл в подчинение Госкомитета Республики Беларусь по промышленности и межотраслевым производствам, в 1992 году был передан в состав Комитета по нефти и химии при Совете Министров Республики Беларусь (в настоящее время — концерн «Белнефтехим»). В 1994 году завод был преобразован в открытое акционерное общество. В конце 1990-х годов началось техническое переоснащение предприятия.

## Современное состояние
Завод ежегодно выпускает около 25 тыс. т фталевого ангидрида, 55 тыс. т органоразбавляемых лакокрасочных материалов, 1 тыс. т воднодисперсионных лакокрасочных материалов, а также поливинилацетатную дисперсию и растворители. Продукция завода реализуется под 4 брендами («Lida», «Fresko», «Massive», «Garage»). Доля предприятия на белорусском рынке лакокрасочных изделий — 27%, на российском — около 16%.

## Санкции
С середины 2000-х годов ОАО «Лакокраска» (с перерывами) находится в санкционном списке специально обозначенных граждан и заблокированных лиц США из-за «вопиющего игнорирования белорусскими властями прав человека», подавления протестов и сотен политзаключенных в стране. Последнее включение состоялось в июне 2021 года. В январе 2023 года, на фоне вторжения России на Украину, санкции против компании ввела Украина.